# 白文鳥 (藝人)
白文鳥是搞笑女團，成員有百白─白靜宜、大文─郭文頤，兩人皆是國立台灣藝術大學戲劇學系畢業。

## 成員
| 名字 | 本名   | 出生日期       | 星座   |
| 百白 | 白靜宜 | 1988年8月10日  | 獅子座 |
| 大文 | 郭文頤 | 1986年12月27日 | 魔羯座 |

## 演藝經歷

### 百白─白靜宜

#### 電視電影作品
- 九把刀電影《等一個人咖啡》演員
- 蔡岳勳 電影《痞子英雄2》演員
- 電視劇《孤獨的美食家》飾演 / 紅包場歌手
- 電視劇《致，第三者》飾演 / 都英俊
- 電視電影《結婚禁行曲》飾演 / 護士
- 電視劇《唯一繼承者》飾演 / 魯鼻 Ruby
- 電影《我的蛋男情人》飾演 / 冷凍食品廠員工，梅寶同事
- 電影《健忘村》飾演 / 村民
- 電視劇《動物系戀人啊》飾演 /
- 北村豐晴電視電影2018年《噬膽72》飾演/小劉
- 網路劇《池塘怪談》飾演 /護士

#### 廣告作品
- 《7-ELEVEN》冰品廣告- 熨斗篇 演員
- 《肯德基》速食廣告-吳莫愁篇 演員
- 《肯德基》速食廣告-柯震東篇 演員
- 《中華電信》電信廣告-拳擊篇 演員
- 《Subway》潛艇堡廣告-仙人篇 演員
- 《味味一品》泡麵廣告-選妃篇 演員
- 《三洋紡織》衣飾廣告-殭屍篇
- 《賀立高》成龍鳳計畫-相聲篇

#### 劇場作品
- 再現劇團地下讀劇會《補習班》應用地理攻頂心法-獨腳戲演員
- 宜蘭傳統藝術中心《話龍點睛》相聲演員-年度駐村藝術團隊共計演出93場
- 如果兒童劇團-巧虎劇場《玩具國大盜皮大王》演員-中華人民共和國巡迴共55場全國11城市
- 漢霖說唱藝術團秋季公演 《龍虎逗》演員
- 台北市三張區「文化就在巷子裡」-《說唱大觀園》相聲演員
- 新光三越表演藝術月《這夏很有戲》相聲演員-台灣巡迴共12場全國6城市
- 故事工廠《三個諸葛亮》
- 故事工廠《男言之隱》，2017/9/9-10，台中國家歌劇院

### 大文─郭文頤

#### 電視/電影作品
- 電影《等一個人咖啡》飾演 / 小說社社員
- 電影《我的少女時代》飾演 / 趙曉枝
- 電影 《大顯神威》飾演 /  梅餅
- 電影《我的蛋男情人》飾演 / 胖蛋
- 電影《吃吃的愛》飾演 / 瘦瘦
- 電影《切小金家的旅館》飾演 / 女房客
- 電影《一吻定情》飾演 / 搶水龍頭女學生
- 電視劇《孤獨的美食家》飾演 / 紅包場歌手
- 電視劇《哇！陳怡君》飾演 / 拍拍
- 電視劇《致，第三者》飾演 / 杜美美
- 電視劇《原來1家人》飾演 /  科科
- 電視劇《美好年代》飾演 / 包琳琳
- 電視劇《稍息立正我愛你》飾演 / 男四女友
- 電視劇《動物系戀人啊》飾演 / 熊熊
- 電視劇《靈異街11號》飾演 / 夏朵朵
- 北村豐晴電視電影2018年《噬膽72》飾演/被外國人欺負女孩
- 電視劇 《想見你》飾演 / 昆布
- 電視劇《未來媽媽》飾演 / 曾美好
- 電影《破處》飾演 / 西施
- 電影《揭大歡喜》飾演 /
- 電影《消失的情人節》飾演 / 眼鏡男伴侶
- 網路劇《池塘怪談》飾演 /護士
- 網路劇《華燈初上》飾演
- 電視劇《茁劇場－綠島金魂》飾演 / 羅秀美
- 網路劇《這群人│校園大亂鬥-老師篇》飾演 / 厭世老師
- 電影《想見你》飾演 / 昆布
- 電視劇《茁劇場－非殺人小說》飾演 /

### 綜藝節目來賓
- 2022年：《來吧！營業中》7/16

#### 廣告/微電影作品
- 紅薑黃廣告
- 《7-ELEVEN》廣告《LINE著你集點》─追求篇
- 《7-ELEVEN》廣告《LINE著你集點》─在一起篇
- 2014《康師傅奶茶》微電影

#### 劇場作品
- 【華山生活藝術節Non-Stop】發表作品：待把的女孩─《告白的距離》個人SOLO─《好想要朋友》
- 第39屆實驗劇展《Rabbit Hole》飾 NAT 獲金獅獎【最佳女配角】
- 第5屆台北藝穗節《伊登拾貳色》
- 台藝大戲劇系第40屆實驗劇展《中央公園西路》飾Phyllis
- 第6屆台北藝穗節－方圓聚《禿頭女病患》 飾消防大隊長／醫　蔡明亮咖啡廳

### 網路劇作品
- 【社畜時代】飾 大文 / 朱氏企業 - 設處部門 會計組專員

## 外部連結
- 白文鳥電台的Facebook專頁
- 百白 白靜宜的Facebook專頁
- 大文×郭文頤的Facebook專頁
- 白文鳥youtube頻道 （页面存档备份，存于）
- TVBS-藝人事務所的Facebook專頁
- 郭文頤在互联网电影资料库（IMDb）上的資料（英文）
- 白靜宜在互联网电影资料库（IMDb）上的資料（英文）
- TVBS 頂尖事務所 - 郭文頤 （页面存档备份，存于）